# ديوك كوك
ديوك كوك (بالإنجليزية: Duke Cook)‏ هو لاعب كرة القدم الكندية أمريكي، ولد في 22 يناير 1933 في موريلاند في الولايات المتحدة، وتوفي في 10 أبريل 2005.

## وصلات خارجية
- ديوك كوك على موقع JustSportsStats.com (الإنجليزية)